# Tschetwerikow SPL
Die Tschetwerikow SPL (russisch Четвериков СПЛ) war das Projekt eines sowjetischen Kleinstflugbootes aus den 1930er-Jahren. Es sollte von U-Booten in zusammengeklappten Zustand mitgeführt und bei Bedarf zur Aufklärung verwendet werden. Deshalb war es so konstruiert, dass es in vier Minuten flugbereit aufgebaut werden konnte. Die Bezeichnung SPL steht für „Samoljot dlja podwodnoi lodki“ (самолёт для подводной лодки, Flugzeug für Unterseeboote). Zwei Prototypen wurden gebaut und erprobt.

## Entwicklung
Der Konstrukteur Igor Tschetwerikow machte 1931 der sowjetischen Seekriegsflottenführung den Vorschlag, für die geplanten Groß-U-Boote vom Typ K, die auf den Ozeanen zum Einsatz kommen sollten, ein kleines, zerlegbares Flugboot zu entwickeln. Erst zwei Jahre später wurde sein Vorschlag angenommen. Da Tschetwerikow inzwischen vom Zentralen Konstruktionsbüro zur Abteilung „OSGA“ des Institutes für Zivilluftfahrt (NII GWF) gewechselt war, erhielt der erste Prototyp die Bezeichnung OSGA-101 (ОСГА-101).
Die Arbeiten begannen im Herbst 1933. Das Flugzeug bestand aus einem zweistufigen, gekielten Bootsrumpf aus Holz mit zwei Leitwerksträgern aus Stahlrohr. Über dem Rumpf war auf einem Ausleger der 100-PS-Sternmotor M-11 spritzwassersicher befestigt. Der erste Prototyp war als Amphibium ausgelegt und besaß ein manuell einziehbares Radfahrwerk. Er wurde vom Chef der Polarluftflotte, Mark I. Scheweljew, für den zivilen Einsatz auf Eisbrechern vorgesehen und besaß deshalb keine klappbaren Tragflächen.
Der Erstflug durch N. Kastanajew erfolgte im Frühjahr 1934 von der Moskwa in Moskau aus und verlief ohne Probleme. Zum Ende des Jahres entstand noch ein verkleinertes zweites Testmodell mit der Bezeichnung Gidro-1 (Гидро-1), das ein reines Flugboot war. Im zusammengeklappten Zustand hatte es eine Größe von 2,12 m × 2,75 m × 7,45 m und fand in einer zylinderförmigen, wasserdichten Röhre von 7,5 m Länge und 2,85 m Durchmesser auf einem U-Boot-Deck Platz. Zwar ergab die Erprobung von Ende 1934 bis 29. August 1935 ausgezeichnete Flugeigenschaften, die hydrodynamischen Parameter ließen jedoch zu wünschen übrig, weshalb die Seekriegsleitung das Interesse an diesem Projekt verlor. Außerdem hatte eine Überprüfung der U-Boot-Konstruktionspläne ergeben, dass der Einbau eines druckfesten Hangars ein massiv gesteigerte Wasserverdrängung zur Folge hätte, weshalb auf die Mitführung eines Bordflugzeuges verzichtet wurde. Auch ein Einsatz auf den Zerstörern der Leningrad-Klasse sowie auf Flussmonitoren des Typs Schelesnjakow wurde nicht verwirklicht. Die Gidro-1 wurde der OSSOAWIACHIM übergeben und 1935 auf der Mailänder Luftfahrtausstellung der Öffentlichkeit präsentiert.
Die OSGA-1 erflog 1937 mit dem Piloten A. W. Krschischewski drei Weltrekorde. Am 21. September erreichte er auf einer 100-km-Strecke eine Geschwindigkeit von 170,2 km/h. Am 7. Oktober konnte eine Gipfelhöhe von 5400 m und eine Reichweite von 480 km erzielt werden.

## Technische Daten

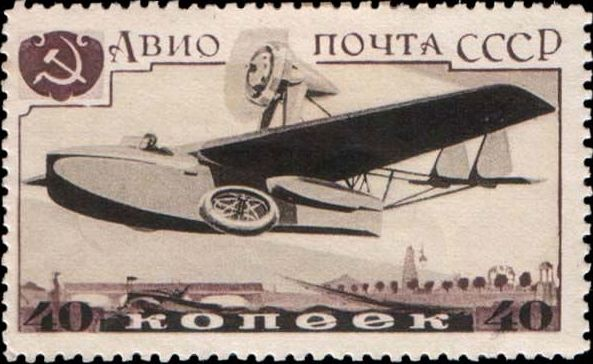
SPL auf einer Briefmarke von 1937

| Kenngröße             | Daten (OSGA-101)                                      | Daten (SPL) |
| --------------------- | ----------------------------------------------------- | --- |
| Konzeption            | Bordgestütztes Aufklärungsflugboot                    | U-Boot-gestütztes Aufklärungsflugboot                                                                                      |
| Besatzung             | 2                                                     | 2 |
| Spannweite            | 11,4                                                  | 9,6 m |
| Länge                 | 7,6 m                                                 | 7,4 m |
| Flügelfläche          | 17,0 m²                                               | 13,4 m² |
| Flügelstreckung       | 7,6                                                   | 6,9 |
| Flächenbelastung      | 52 kg/m²                                              | normal 59,7 kg/m² maximal 65,7 kg/m²                                                                                       |
| Leistungsbelastung    | 8,8 kg/PS                                             | normal 8 kg/PS maximak 8,8 kg/PS                                                                                           |
| Leermasse             | 630 kg                                                | 592 kg |
| Startmasse            | 880 kg                                                | normal 800 kg maximal 879 kg                                                                                               |
| Antrieb               | ein luftgekühlter 5-Zylinder-Sternmotor Schwezow M-11 | ein luftgekühlter 5-Zylinder-Sternmotor Schwezow M-11                                                                      |
| Leistung              | 100 PS (74 kW)                                        | 100 PS (74 kW) |
| Höchstgeschwindigkeit | 170 km/h                                              | 186 km/h 183 km/h in 2500 m Höhe                                                                                           |
| Reisegeschwindigkeit  | 130 km/h                                              | |
| Landegeschwindigkeit  | 75 km/h                                               | 85 km/h |
| Steigzeit             |                                                       | 3,9 min auf 1000 m Höhe 8,7 min auf 2000 m Höhe 15,3 min auf 3000 m Höhe 25,5 min auf 4000 m Höhe 50,0 min auf 5000 m Höhe |
| Gipfelhöhe            | 3500 m                                                | 5400 m |
| Reichweite            | 400 km                                                | 400 km |
| Flugdauer             | 14 h                                                  | 12 h |